# Korioun
Korioun (en arménien Կորյուն ; ca. 380-ca. 450), dit Skantchéli (« L'Admirable »), est un religieux et un historien arménien du Ve siècle. Il est l'un des saints traducteurs et donc disciple de Mesrop Machtots, dont il a rédigé une biographie.

## Biographie
Né vers 380, Korioun est l'un des saints traducteurs et donc disciple de Mesrop Machtots ; il mène ses études au séminaire de Vagharchapat puis en Syrie, à Alexandrie et à Constantinople, avant de revenir au pays en 431. Il devient ultérieurement évêque de Géorgie. Korioun meurt vers 450.

## Œuvre
Korioun a rédigé vers 443 une Vie de Machtots, une biographie de son maître, à la demande du catholicos Hovsep Ier. À la fois premier ouvrage biographique et première œuvre originale en arménien, cette biographie aux raccourcis énigmatiques attribue notamment à Machtots la création, outre de l'alphabet arménien, des alphabets albanien et géorgien.
Une traduction en arménien des Livres des Macchabées lui est attribuée.